# Handball-Regionalliga Südwest (Frauen)
Die Regionalliga Südwest (Frauen) war bis 2010 eine der dritthöchsten Spielklassen im deutschen Frauenhandball und wurde vom Südwestdeutschen Handballverband (SWHV) organisiert. Die Meister der RL-Südwest stiegen direkt in die 2. Bundesliga auf. Die Absteiger wurden in die Oberligen des jeweiligen Landesverbändes eingegliedert. 2010 wurde die Regionalliga von der 3. Liga abgelöst, die in drei Staffeln organisiert ist. Mit Beginn der Saison 2024/25 hat die RL-Südwest (Frauen) wieder ihren Spielbetrieb als vierthöchste Spielklasse aufgenommen.

## Geschichte
Die Regionalliga Südwest (Frauen) war von 1958 bis 1975 höchste Spielklasse. Der Südwest-Meister war für die Playoffs zur Deutschen Meisterschaft qualifiziert. Die RL-Südwest war von 1975 bis 1985 zweithöchste und mit Einführung der 2. Bundesliga (Frauen) zur Saison 1985/86 die dritthöchste Spielklasse im deutschen Handball der Frauen.
Mit Beginn der Saison 2024/25 erlebt die Regionalliga Südwest eine Wiedergründung als vierthöchste Spielklasse, die von den Handballverbänden Rheinhessen (HVR), Rheinland (HVRL), Pfalz (PfHV) und Saar (HVS) organisiert wird.

### Modus
Im Verlaufe einer Saison treten zwölf Teams gegeneinander an und ermitteln in einer Hin- und Rückrunde den Südwest-Meister, der sich für die Aufstiegsrelegation zur 3. Liga (Frauen) qualifiziert.
Es steigen so viele Mannschaften ab (maximal drei), bis die Staffelstärke von zwölf Teams incl. zwei Aufsteigern aus den Oberligen und möglichen Absteigern aus der 3. Liga erreicht ist.

## Saison 2025/26

### Teilnehmer
| - HSG Wittlich - Südpfalz Tiger - HSG Hunsrück - HC Koblenz (N) | - TSG Haßloch - VTV Mundenheim - DJK SF Budenheim (M) - HSV Merzig/Hilbringen (N) | - TSG 1846 Mainz-Bretzenheim - DJK St. Michael Marpingen - HSG Dudenhofen/Schifferstadt (N) - FSG Bodenheim / Gonsenheim / TSV Schott |

- (A) =  Absteiger aus der 3. Liga.  (N) = Neu in der Liga (Aufsteiger) (M) = Meister (Titelverteidiger)

## Meister

### Titelträger von 1958 bis 1975 (erstklassig)
- Meister von 1958 bis 1975

### Titelträger von 1976 bis 1985 (zweitklassig)
- Meister von 1976 bis 1985

### Titelträger von 1986 bis 2010 (drittklassig)
- Meister von 1986 bis 2010

### Meister seit 2024/25 (viertklassig)
| Saison  | Frauen           |
| ------- | ---------------- |
| 2024/25 | DJK SF Budenheim |
| 2025/26 |                  |

Aufsteiger in die 3. Liga fett gedruckt